# مارتين أوديغارد
مارتين أوديغارد (لفظ نرويجي: [ˈmɑʈ:ɪn ²ø:dəˌɡo:ɾ]؛ مواليد 17 ديسمبر 1998) هو لاعب كرة قدم نرويجي يلعب في مركز الوسط الهجومي مع نادي أرسنال في الدوري الإنجليزي. كما يلعب مع منتخب النرويج. وسبق وأن لعب مع نادي ريال مدريد.
بدأ ظهوره لأول مرة مع نادي سترومسغودست في 13 أبريل 2014، ليصبح أصغر لاعب في الدوري النرويجي الممتاز، وأصبح أصغر هداف في 16 مايو. بعد أن كان جزء أساسي من الفريق في موسمه الأول وتدربه مع العديد من الأندية الأجنبية، تم التوقيع مع أوديغارد من قبل ريال مدريد في يناير 2015. تم تسجيله في الفريق الاحتياطي للنادي، ريال مدريد كاستيا، لكنه تدرب بشكل رئيسي مع الفريق الأول. في 23 مايو 2015، أصبح أصغر لاعب يمثل ريال مدريد. في يناير 2017، تمت إعارته إلى نادي هيرنفين لمدة 18 شهرًا، ثم إلى فيتيسه وريال سوسيداد لمدة موسم لكل منهما، ثم إلى أرسنال لمدة 6 أشهر.
شارك أوديغارد في أول مباراة دولية له ضد الإمارات في 27 أغسطس 2014، ليصبح أصغر لاعب يشارك مع المنتخب النرويجي الأول بعمر 15 عامًا و 253 يومًا. في 13 أكتوبر 2014، أصبح أصغر لاعب يشارك في مباراة بتصفيات بطولة أمم أوروبا.

## مسيرته الكروية

### سترومسغودست
بدأوديغارد في التدرب مع الفريق الأول لنادي سترومسغودست في عام 2012، وعمره 13 عامًا. وشارك لأول مرة مع الفريق الأول في نفس العام، في مباراة ودية في منتصف الموسم ضد المنافس المحلي ميوندالن. كما قام بزيارات تدريبية قصيرة إلى بايرن ميونيخ ومانشستر يونايتد. في عام 2013، بعمر 14 عامًا، لعب أوديغارد في صفوف نادي سترومسغودست للناشئين (عادة ما تتراوح أعمارهم بين 17–19، والفريق الثالث للنادي في الدرجة الخامسة من كرة القدم النرويجية العليا.

### ريال مدريد
في 21 يناير 2015، توصل ريال مدريد إلى اتفاق للتوقيع مع أوديغارد من نادي سترومسغودست، مقابل 3 ملايين يورو حسب ما ذكر من قبل وسائل الإعلام الإسبانية. إلا أن وسائل الإعلام النرويجية ذكرت أن الرسوم كانت 35 مليون كرونة (حوالي 4 ملايين يورو)، والتي قد ترتفع إلى 70–75 مليون كرونة (حوالي 8 إلى 8.5 مليون يورو) في ظروف معينة. في مؤتمر صحفي بعد التوقيع، أعلن ريال مدريد أن أوديغارد سيتدرب مع الفريق الأول للنادي والاحتياطي. ولعب بشكل أساسي مع الفريق الأخير الذي كان يديره زين الدين زيدان في ذلك الوقت.
وقد تم اختياره في وقت لاحقا ليكون ضمن الفريق الأول المشارك في دوري أبطال أوروبا. وتم إعطاءة الرقم 21.
في 23 مايو، وفي المباراة الجولة الأخيرة من الدوري، شارك أوديغارد لأول مرة مع ريال مدريد، بعد دخوله في الدقيقة 58 كبديل عن صاحب الهاتريك في تلك المباراة والفائز بالكرة الذهبية كريستيانو رونالدو. وأنتهت المباراة بالفوز 7–3 على أرضه أمام خيتافي.
شارك أوديغارد لأول مرة كأساسي مع الفريق الأول لريال مدريد في 30 نوفمبر 2016، أي بعد 679 يومًا من توقيعه مع النادي. حيث لعب ال90 دقيقة كاملة ضد كولتورال ليونيسا في دور ال32 من كأس ملك إسبانيا حيث فاز ريال مدريد مدريد 6–1.

#### هيرنفين (إعارة)
في 10 يناير 2017، أكد نادي هيرنفين الهولندي على انضمام أوديغارد لهم على سبيل الإعارة لمدة 18 شهرًا. شارك لأول مرة في الدوري الهولندي بعد أربعة أيام في مباراة الفوز 2–0 على ضيفه أدو دين هاغ، حيث حل محل أربير زينيلي في الثواني الأخيرة. بعد المباراة، تحدث إلى قناة فوكس سبورتس حول مدى رضاه عن محيطه الجديد. كانت بدايته في الفترة التي قضاها في هيرنفين سيئة، حيث لم يسدد سوى تسديدة واحدة ومرر تمريرة حاسمة واحدة في أول سبع مباريات، ثم اجلس لاحقًا على مقاعد البدلاء من قبل المدرب يورغن ستريبل. سجل هدفه الأول مع هيرنفين يوم 18 مايو في مباراته الخامس عشر، في الخسارة 3–1 على أرضه أمام أوترخت في ذهاب الدور نصف النهائي من الملحق (5–2 في مجموع المباراتين).
في موسم 2017–18، أصبح أوديغارد لاعبًا أساسيًا. سجل أول هدف له في الموسم أول موسم له كأساسي مع هيرنفين في 18 نوفمبر 2017، في مباراة الفوز 4–0 على إف سي تفينتي.

#### فيتيسه (إعارة)
في 21 أغسطس 2018، عاد أوديغارد إلى الدوري الهولندي من خلال انضمامه إلى فيتيسه آرنهم على سبيل الإعارة لمدة موسم كامل.

#### ريال سوسيداد (إعارة)
في 5 يوليو 2019، أُعير أوديغارد إلى ريال سوسيداد لموسم 2019–20، مع احتفاظ ريال مدريد بخيار استدعاء اللاعب أو تمديد إعارته لموسم إضافي بعد السنة الأولى.
في 25 أغسطس، سجل أول هدف له في الدوري الإسباني في الفوز 1–0 على مايوركا على استاد إيبيروستار. في 14 سبتمبر، سجل هدفه الثاني للنادي في فوزه على أرضه 2–0 أمام أتلتيكو مدريد على ملعب أنويتا.

#### عودته لريال مدريد
بعد استدعاؤه من الإعارة من قبل ريال مدريد، في 20 سبتمبر 2020، شارك أوديغارد كأساسي في المباراة الافتتاحية للنادي لموسم 2020–21 بالدوري الإسباني خارج أرضه أمام ريال سوسيداد، بالتعادل 0–0. في 25 نوفمبر، شارك لأول مرة في دوري أبطال أوروبا مع ريال مدريد في مباراة الفوز 2–0 خارج أرضه على إنتر ميلان.

#### أرسنال (إعارة)
في 27 يناير 2021، انضم أوديغارد إلى نادي أرسنال الإنجليزي في صفقة إعارة حتى نهاية الموسم. شارك لأول مرة ضد مانشستر يونايتد في الدوري الإنجليزي الممتاز في وقت لاحق من ذلك الشهر، حيث دخل كبديل عن إيميل سميث رووي في الدقيقة 83 في مباراة التعادل السلبي 0–0.

## مسيرته الدولية

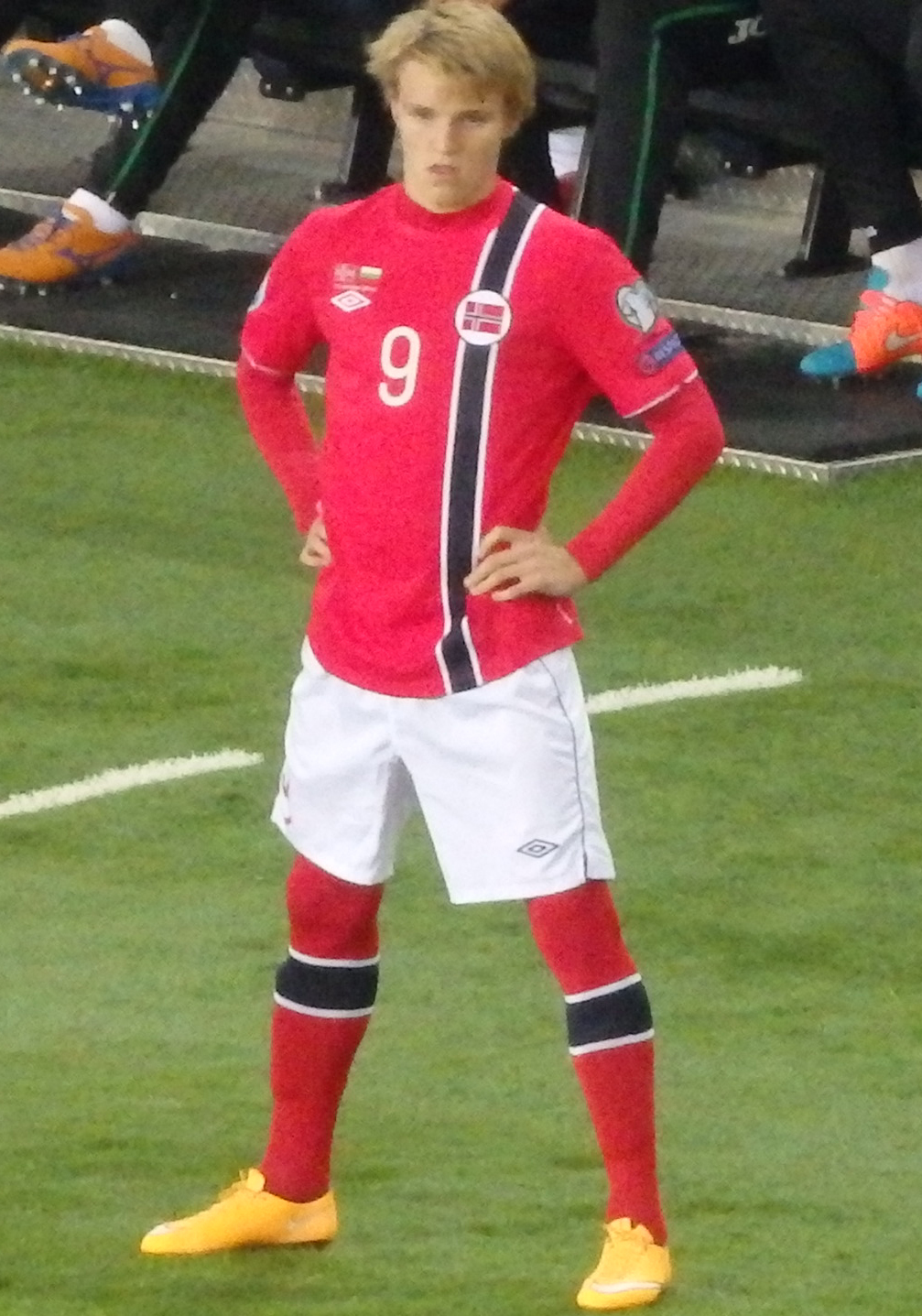
مارتين أوديغارد مع منتخب النرويج

### منتخب الشباب
شارك مارتين أوديغارد في التشكيلة الأساسية لمباراتين محليتين مع المنتخب الوطني تحت 15 سنة أمام السويد في 17 و19 سبتمبر 2013. وفازت النرويج في كلتا المباراتين 2–1 و 2–0 على التوالي.
أوديغارد لعب مع منتخب النرويج تحت 16 سنة في بطولة مع اسكتلندا والولايات المتحدة وفرنسا في تركيا في يناير 2014. لعب 90 دقيقة كاملة في جميع المباريات الثلاث، حيث فازوا ضد اسكتلندا وخسروا ضد الباقين.
تمت ترقيته إلى منتخب النرويج تحت 17 سنة لمباراة ضد أيسلندا خارج أرضه في 28 فبراير 2014. دخل أوديغارد كبديل في الدقيقة 62، وساعد في فوز منتخبه 1–2. بعد ذلك، كان في التشكيلة الأساسية للمباريات الثلاث التالية خارج ملعبه ؛ في الفوز 3–0 ضد أيسلندا في 2 مارس، في الخسارة 2–3 أمام تركيا في 25 مارس وأخيرا في الخسارة 0–3 أمام اليونان في 30 مارس 2014.
في سبتمبر 2014، تم اختياره للمشاركة مع منتخب النرويج تحت 21 سنة في بطولة أوروبا تحت 21 سنة 2015. لعب المباراة الكاملة ضد البرتغال، كمهاجم، لكنه لم يتمكن من منع خصمه من الفوز 1–2، على الرغم من اختياره كرجل للمباراة.
بعد ان كان بديل لم يشارك مع المنتخب الأول في يوم 6 سبتمبر 2015 ضد كرواتيا، انضم إلى منتخب النرويج تحت 21 سنة مرة أخرى في اليوم التالي في مباراة بتصفيات بطولة أمم أوروبا تحت 21 سنة 2017 ضد إنجلترا. لعب 90 دقيقة كاملة في المباراة، التي خسرتها النرويج 0–1 على أرضها بعد تلقيهم هدف من ركلة جزاء سددها جيمس وارد–براوس.

### المنتخب الأول
في 19 أغسطس 2014، استدعي أوديغارد للمنتخب الأول من أجل المشاركة في مباراة دولية ضد الإمارات العربية المتحدة في ستافانغر ليلعب أوديغارد المباراة التي انتهت بالتعادل السلبي كاملة يوم 27 أغسطس. ليصبح أصغر لاعب يمثل في النرويج على مستوى المنتخب الأول عن عمر 15 سنة و253 يوم. كان حامل اللقب السابق هو تورمود كيلسين، الذي شارك وكان عمره 15 عامًا و 351 يومًا في عام 1910.
في 30 سبتمبر 2014، تم استدعائه لمباريات النرويج في تصفيات بطولة أمم أوروبا 2016 ضد مالطا وبلغاريا. شارك في أول مباراة رسمية له ضد الأخير، حيث حل محل ماتس مولر دوهلي في الدقيقة 64 من الفوز على أرضه 1–2. في سن 15 عامًا و 300 يومًا، جعله هذا أصغر لاعب يلعب يشارك على الإطلاق في تصفيات بطولة أمم أوروبا، محطمًا الرقم القياسي الذي كان بحوزة الآيسلندي سيغور جونسون منذ عام 1983.
في 29 مارس 2015، أصبح أوديغارد أصغر لاعب يشارك في تصفيات بطولة أمم أوروبا عن عمر 16 سنة و 101 يوم في مباراة الخسارة 5–1 أمام كرواتيا. في 8 يونيو، كان رجل المباراة في مباراة التعادل 0–0 ضد الغريم الإسكندنافي السويد في أوسلو. بعد أن احتلت النرويج المركز الثالث في مجموعتها التأهيلية، تم اختيار أوديغارد للعب مباراة منتخبهم الفاصلة ضد المجر. لم يشارك في مباراة الذهاب، وتم استبداله في الشوط الثاني في 15 نوفمبر من مباراة الإياب، حيث خسرت النرويج 1–2 في تلك المباراة وخسرت 3–1 في مجموع المباراتين.
بعد 18 شهرًا بدون أي مباراة دولية، أستدعاه مدرب منتخب النرويج لارس لاغربك ليلعب مباراته الدولية العاشرة ضد مقدونيا في نوفمبر 2017. في 7 يونيو 2019، سجل أوديغارد أول هدف دولي له ضد رومانيا في مباراة بتصفيات بطولة أمم أوروبا 2020، والتي انتهت بالتعادل 2–2.

## الإحصائيات

### النادي
آخر تحديث 30 يناير 2021.
| النادي               | الموسم   | الدوري                         | الدوري | الدوري  | الكأس  | الكأس   | أوروبا | أوروبا  | أخرى   | أخرى    | المجموع | المجموع |
| النادي               | الموسم   | الدرجة                         | الظهور | الأهداف | الظهور | الأهداف | الظهور | الأهداف | الظهور | الأهداف | الظهور  | الأهداف |
| -------------------- | -------- | ------------------------------ | ------ | ------- | ------ | ------- | ------ | ------- | ------ | ------- | ------- | ------- |
| سترومسغودست          | 2014     | الدوري النرويجي                | 23     | 5       | 1      | 0       | 1      | 0       | —      | —       | 25      | 5       |
| سترومسغودست          | المجموع  | المجموع                        | 23     | 5       | 1      | 0       | 1      | 0       | —      | —       | 25      | 5       |
| ريال مدريد كاستيا    | 2014–15  | الدوري الإسباني الدرجة الثانية | 11     | 1       | —      | —       | —      | —       | —      | —       | 11      | 1       |
| ريال مدريد كاستيا    | 2015–16  | الدوري الإسباني الدرجة الثانية | 34     | 1       | —      | —       | —      | —       | 4      | 0       | 38      | 1       |
| ريال مدريد كاستيا    | 2016–17  | الدوري الإسباني الدرجة الثانية | 13     | 3       | —      | —       | —      | —       | —      | —       | 13      | 3       |
| ريال مدريد كاستيا    | المجموع  | المجموع                        | 58     | 5       | —      | —       | —      | —       | 4      | 0       | 62      | 5       |
| ريال مدريد           | 2014–15  | الدوري الإسباني                | 1      | 0       | 0      | 0       | 0      | 0       | 0      | 0       | 1       | 0       |
| ريال مدريد           | 2015–16  | الدوري الإسباني                | 0      | 0       | 0      | 0       | 0      | 0       | —      | —       | 0       | 0       |
| ريال مدريد           | 2016–17  | الدوري الإسباني                | 0      | 0       | 1      | 0       | 0      | 0       | 0      | 0       | 1       | 0       |
| ريال مدريد           | 2020–21  | الدوري الإسباني                | 7      | 0       | 0      | 0       | 2      | 0       | 0      | 0       | 9       | 0       |
| ريال مدريد           | المجموع  | المجموع                        | 8      | 0       | 1      | 0       | 2      | 0       | 0      | 0       | 11      | 0       |
| هيرنفين (إعارة)      | 2016–17  | الدوري الهولندي                | 14     | 1       | 1      | 0       | —      | —       | 2      | 1       | 17      | 2       |
| هيرنفين (إعارة)      | 2017–18  | الدوري الهولندي                | 24     | 2       | 2      | 0       | —      | —       | 0      | 0       | 26      | 2       |
| هيرنفين (إعارة)      | المجموع  | المجموع                        | 38     | 3       | 3      | 0       | —      | —       | 2      | 1       | 43      | 4       |
| فيتيسه (إعارة)       | 2018–19  | الدوري الهولندي                | 31     | 8       | 4      | 2       | —      | —       | 4      | 1       | 39      | 11      |
| ريال سوسيداد (إعارة) | 2019–20  | الدوري الإسباني                | 31     | 4       | 5      | 3       | —      | —       | —      | —       | 36      | 7       |
| أرسنال (إعارة)       | 2020–21  | الدوري الإنجليزي               | 1      | 0       | 0      | 0       | 0      | 0       | —      | —       | 1       | 0       |
| الإجمالي             | الإجمالي | الإجمالي                       | 190    | 25      | 14     | 7       | 1      | 0       | 10     | 2       | 217     | 32      |

### الدولية
آخر تحديث 17 أكتوبر 2019.
| النرويج | النرويج | النرويج |
| العام   | الظهور  | الأهداف |
| ------- | ------- | ------- |
| 2014    | 3       | 0       |
| 2015    | 5       | 0       |
| 2016    | 1       | 0       |
| 2017    | 1       | 0       |
| 2018    | 4       | 0       |
| 2019    | 8       | 1       |
| 2020    | 3       | 0       |
| المجموع | 25      | 1       |

### الأهداف الدولية
قائمة الأهداف والنتائج مع منتخب النرويج الأول.
| #  | التاريخ      | المكام                       | الخصم   | الهدف | النتيجة | المسابقة                     |
| -- | ------------ | ---------------------------- | ------- | ----- | ------- | ---------------------------- |
| 1. | 7 يونيو 2019 | ملعب أوليفول، أوسلو، النرويج | رومانيا | 2–0   | 2–2     | تصفيات بطولة أمم أوروبا 2020 |

## الإنجازات
الفردية
- الدوري النرويجي الممتاز أفضل لاعب شاب: 2014[59]
- الدوري النرويجي الممتاز أفضل لاعب صاعد: 2014[60]
- الكرة الذهبية النرويجية: 2019[61]
- الدوري الهولندي الممتاز لاعب الشهر: أبريل 2019[62]
- الدوري الهولندي الممتاز موهبة الشهر: مايو 2019
- الدوري الهولندي الممتاز فريق الموسم: 2018–19
- لاعب الشهر في الدوري الإسباني: سبتمبر 2019[63]
- غولبالن: 2019[64]
- فريق المواهب للدوري الإسباني من اليويفا: 2019–20[65]

## وصلات خارجية
- مارتين أوديغارد على موقع الاتحاد الدولي (مؤرشف)  (الإنجليزية)
- مارتين أوديغارد على موقع الاتحاد الأوربي (الإنجليزية)
- مارتين أوديغارد على موقع اتحاد النرويج (النرويجية)
- مارتين أوديغارد على موقع إي إس بي إن إف سي (الإنجليزية)
- مارتين أوديغارد على موقع قاعدة بيانات كرة القدم.إي يو (الإنجليزية)
- مارتين أوديغارد على موقع ليكيب (الفرنسية)
- مارتين أوديغارد على موقع ناشيونال فوتبول تيمز (الإنجليزية)
- مارتين أوديغارد على موقع Soccerbase.com (لاعب) (الإنجليزية)
- مارتين أوديغارد على موقع Soccerway.com (الإنجليزية)
- مارتين أوديغارد على موقع عالم كرة القدم.نت (الإنجليزية)